# Фронт национал-революционного действия
Фронт Национал-Революционного Действия (ФНРД) — молодёжная национал-патриотическая организация, существовавшая в России в конце XX века. До конца 1992 года носила название Союз Русской Молодёжи (СРМ).

## История создания
Предшественник ФНРД — Союз Русской Молодёжи был образован 11 ноября 1991 года. Официально эта дата — день рождения Ф. М. Достоевского, однако по признаниям членов СРМ день был выбран благодаря близости к дате гитлеровского пивного путча — 9 ноября. Лидер: Илья Лазаренко, идеолог Алексей Широпаев. Первое время Союз Русской Молодёжи представлял собой классическую русскую национал-патриотическую организацию того времени: в рядах СРМ проповедовался православный фундаментализм, антисемитизм, монархизм, воспевалась дореволюционная Россия и Белая гвардия. Но уже в это время СРМ выделялся своим радикализмом — члены СРМ называли себя «монархофашистами» и критиковали Белую гвардию за отсутствие погромного, черносотенного мировоззрения.
Союз Русской Молодёжи не имел официальной регистрации, хотя попытки зарегистрировать организацию предпринимались. Социальной базой организации были студенты и школьники, членом СРМ мог стать любой русский молодой человек не старше 25 лет.
Непродолжительный период СРМ считался молодёжным отделением Союза Христианское Возрождение (ХВ), возглавляемого Владимиром Осиповым и Вячеславом Дёминым, а также тесно сотрудничал с Русским Собранием, которое возглавлял таксист Игорь Щеглов, и подмосковными казачьими организациями.
СРМ не организовывал собственных акций (во всяком случае официально), но принимал активное участие во всех мероприятиях, носивших консервативных характер. Это, в основном, были съезды, митинги, молебны, шествия проводившиеся Союзом «ХВ» и обществом «Память», а также массовые мероприятия, организованные КПСС (например, митинг за сохранение СССР 23 февраля 1991 года на Манежной площади Москвы).
Уже в 1992 году происходит размежевание с традиционными православно-монархическими организациями: СРМ объявляет себя правопреемницей Всероссийской фашистской партии и Всероссийской национал-революционной трудовой и рабоче-крестьянской партии фашистов, действовавших в 30-40-е годы в среде русской эмиграции. Меняется и название организации — теперь она называется Союз русской молодёжи — Национал-революционное действие (СРМ-НРД), а с января 1993 года — Фронт Национал-Революционного Действия (ФНРД).

«В январе в Москве образован Фронт национал-революционного действия — молодёжная русская праворадикальная организация, предполагающая сотрудничество с зарубежными национал-революционными движениями, отстаивающими интересы белых народов. У ФНРД есть свой орган — газета „Наш марш“. Она ориентирована на создание русской новоконсервативной идеологии, воплощающей в себе православные, национальные и социальные идеалы»
— Газета «День» № 3 (83) от 17 января 1993 г.

## Идеология и пропаганда
Эволюция названия, а вместе с этим и идеологии, чётко прослеживается по подшивке газеты «Наш Марш», издаваемой организацией с октября 1992 года тиражом, доходившим до 40 тысяч экземпляров. Здесь впервые на страницах русскоязычных СМИ появляется позитивный материал о скинхедах. В программных статьях «Третья Русь» Ильи Лазаренко и «Национальная революция» Алексея Широпаева авторы открещиваются от традиционных русских националистов (от НПФ «Память» и подобных организаций) и провозглашают себя «новыми правыми». Переход от архаичной идеологии к радикальной концепции национальной революции, на фоне провальных либерально-рыночных реформ в России начала 90-х годов прошлого века, привлекают в организацию новые кадры. Фронт пополняет свои ряды не только бывшими членами союзных и близких по духу организаций (РНЕ, Легион «Вервольф», журнал «Наш современник» и т. д.), но и радикалами из совершенно противоположного политического лагеря. В организации состояли выходцы из «Демократического союза», Союза «Живое Кольцо», «Трудовой России».

«Претендуя на роль выразителя т. н. „интеллектуального фашизма“, ФНРД предпринимала попытки разработать теоретические основы современного праворадикального движения, также много внимания газета „фронта“ уделяла истории европейского „третьего пути“ и русского фашистского движения в эмиграции. В качестве своих идеологических постулатов лидеры ФНРД сформулировали т. н. „20 пунктов“ (См.: газета „Наш марш“. 1993. № 4(6)) — краткий катехизис отечественного фашизма, включавший их воззрения на расово-государственные проблемы, внутреннее устройство „будущей России“ и т. п.» — Шатилов А.Б. «„Перестройка“ и становление правого радикализма в России на рубеже 1980-1990-х гг.» 
ФНРД призывает «национально ориентированную молодёжь организовываться для борьбы против еврейской агитации, против оккупационного режима». Цель ФНРД — установление путём русской национальной революции «Великой национал-социалистической Российской Империи». Лидеры ФНРД подвергают критике итальянский фашизм (за «непоследовательную расовую политику») и германский нацизм (за сохранение капиталистической системы), называя своей идеологической базой «тотальный радикализм» и «национальный социализм сталинско-штрассеровского типа».
И. Лазаренко формулирует стратегическую программу ФНРД по переустройству России:
- Государственное устройство Третьей Руси будет основываться на системе личной ответственности вождей, при абсолютной власти Вождя Нации.
- Когорта вождей разных уровней составит Национальную Элиту, которая станет наследственной.
- Остальное население будет состоять в профсоюзах и национальных корпорациях, которые призваны стать средством управления «массой» в руках вождей.
- Идеей-правительницей Русского Государства станет Русская Национал-революционная идеология и доктрина вооружённой нации.
- Долг человека перед предками и потомками — сохранить в чистоте свою кровь (доктрина расовых предпочтений).
- Национально-пропорциональный принцип представительства во всех сферах общественной жизни.
- Плановая экономика. Транспорт, связь, базовые отрасли, ВПК и банки в руках государства[11].

Менее грандиозные планы изложены в популистских «Политических принципах», опубликованных в мае 1993 года. Вновь предпринимается попытка регистрации организации, о чём свидетельствует Устав Фронта Национал-Революционного Действия, датированный 4 августа 1993 года — документ, явно подготовленный для официальной регистрации и приведённый в соответствие с действовавшим на тот момент законодательством РФ.
В этот же время (весна 1993 года) появилось неофициальное приложение к газете «Наш Марш» — самиздатовская минигазета «Листовочка», которая с 1995 года будет переименована в «Оружейный плутоний», а затем (1997—2000 г.) в «Хулиганистъ». Редакция этого экзотического издания будет подчёркивать свою принадлежность к ФНРД даже после формального прекращения деятельности организации.
Помимо этого ФНРД издало несколько брошюр: «Слава России!», посвящённая деятельности главы ВФП Константина Родзаевского, «Идеология германского национал-социализма», «Письмо папе Римскому» Леона Дегреля и др.

## Символика
Согласно Уставу Фронта Национал-Революционного Действия:

5.5. Фронт обладает своей символикой — эмблемой (Новгородский (Кельтский) крест) и знаменем, а также гимном.
5.6. Нагрудный знак Фронта несёт на себе его эмблему и выдаётся в момент приёма в ФНРД.
5.7. Парадная форма одежды членов Фронта утверждается Национальным Руководством
5.8. Для членов Фронта существует особая форма обращения друг к другу — «соратник»
5.9. Члены фронта приветствуют друг друга вскидыванием правой руки («римский салют») и словами «Слава России!» или «Слава Победе!»

Флаг ФНРД:

«Флаг представлял собой жёлтое полотнище, чёрный крест (аналогичный крестам на военно-морских флагах Второго и Третьего Рейхов), в белом круге был изображён кельтский крест в новгородском варианте».

Дизайн символики ФНРД был разработан А. Широпаевым, художником по образованию. Для Московского (центрального) отделения ФНРД было изготовлено 5 флагов, четыре из которых по разным причинам были утеряны во время октябрьских событий 1993 года. Кроме указанных флагов, ФНРД использовал и традиционные для русских националистов чёрно-жёлто-белые знамёна.

## Акции, политические союзы, зарубежные контакты

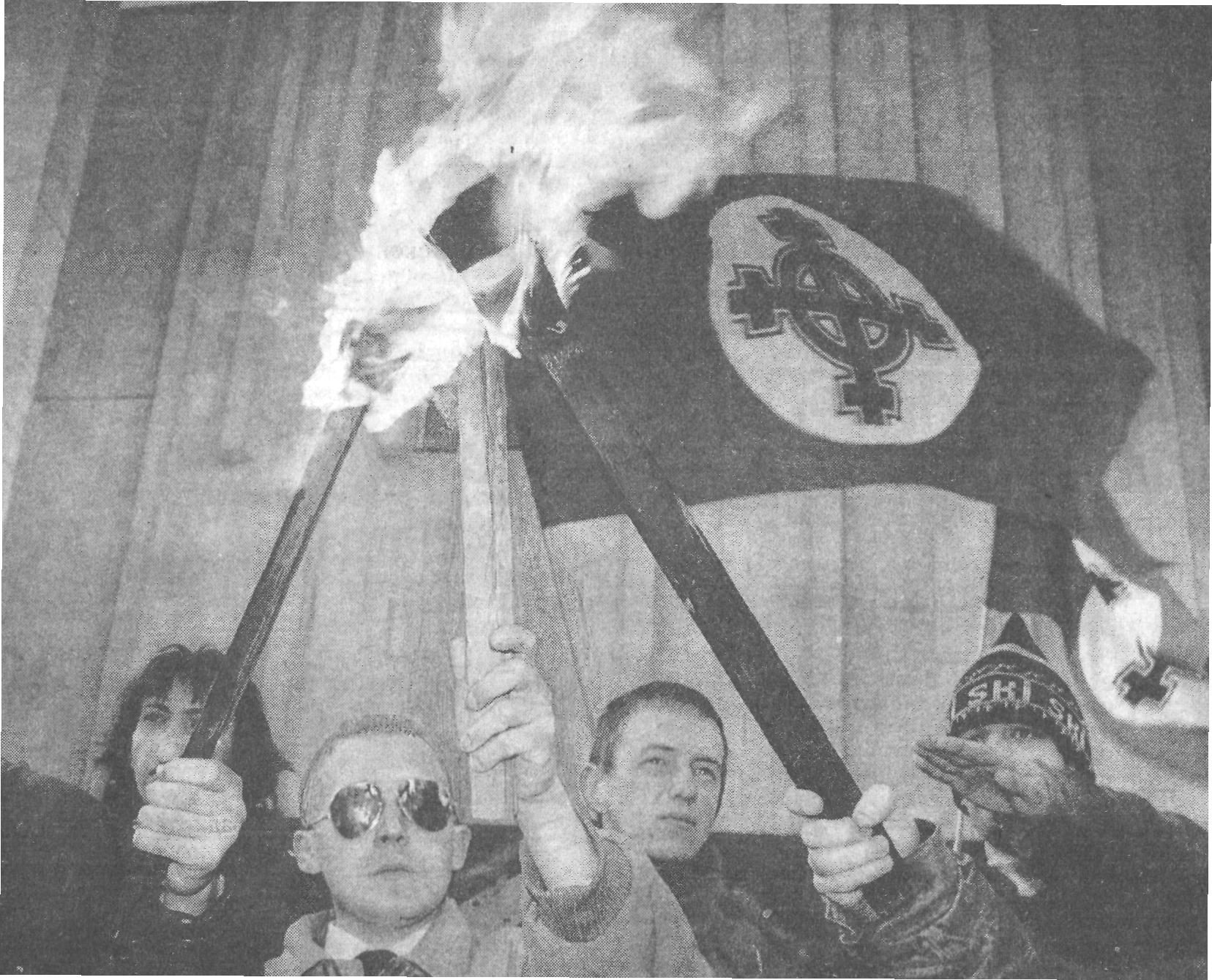
Флаги ПНФ на митинге 22 марта 1994 года у посольства ЮАР в Москве

С момента образования ФНРД провозглашался праворадикальной организацией, предполагающей сотрудничество с зарубежными организациями подобного толка. Первой из таких организаций стала НСДАП/AO (Зарубежная организация НСДАП). Позже лидер НСДАП/АО Герхард Лаук окажется в австрийской тюрьме. На фотографиях опубликованных СМИ видно, что стену в тюремной камере Лаука украшали три газеты: две издаваемые им — англоязычный «New Order», немецкоязычный «NS Kampfruf» и третья — издаваемая Ильёй Лазоренко русская газета «Наш Марш» с портретом А. А. Вонсяцкого на первой полосе. Также известно о переписке ФНРД с американским ККК и контактах с западноевропейскими, сербскими, болгарскими и др. националистами.
Одной из самых громких акций ФНРД стал митинг 22 марта 1994 г. у посольства ЮАР в защиту белого населения этой страны, против демонтажа системы апартеида. Другое известное мероприятие ФНРД-ПНФ — ежегодная акция «Свободу Техасу», в разных формах проводимая 14 февраля на протяжении уже более 12 лет.
ФНРД искал союзников и внутри России. Ещё в конце 1992 года организация участвует в работе ФНС и во всех акциях «Непримиримой оппозиции». Наиболее тесное взаимодействие происходит между ФНРД и издательством «Арктогея», возглавляемом Александром Дугиным: в феврале 1993 года на вечере журнала «Элементы» они провозглашают создание «Движения новых правых».
1 мая 1993 года «Движение новых правых», ФНРД и Национал-радикальная партия, возглавляемая Эдуардом Лимоновым образуют «Национал-большевистский фронт», который единой колонной примет участие в шествии «Непримиримой оппозиции» 9 мая 1993 года. Однако дальше совместной манифестации дело не пошло.
Известно о факте участия членов ФНРД в столкновениях с ОМОНом на Гагаринской площади 1 мая 1993 года.

## ФНРД после 1993 года
После расстрела Белого дома и поражения оппозиции против ФНРД (как и против множества других организаций) последовали санкции со стороны исполнительной власти: приказом Министра печати и информации Российской Федерации Шумейко № 199 от 14 октября 1993 года была запрещена газета «Наш марш».

«Руководствуясь Указом Президента РФ № 1400 от 21.09.93, прекратить деятельность газет „День“, „Русское дело“, „Русское воскресенье“, „Русские ведомости“, „Русский пульс“, „Русский порядок“, „За Русь!“, „Наш марш“, „Националист“, „Русское слово“, „Московский трактир“, „Русский союз“, „К топору“, так как их содержание прямо направлено на призывы к насильственному изменению конституционного строя, разжиганию национальной розни, пропаганду войны, что стало одним из факторов, спровоцировавших массовые беспорядки, имевшие место в Москве в сентябре-октябре 1993 года.
Типографиям и издательским комплексам прекратить издание указанных газет».

Однако, воспользовавшись амнистией, объявленной Государственной думой 23.02.1994 г., ФНРД продолжил издание газеты, но уже под названием «Народный строй». Впоследствии был закрыт и «Народный строй», а против его редактора И. Лазаренко возбуждено уголовное дело по факту «разжигания межнациональной розни». В связи с объявлением амнистии, посвящённой 50-летию победы в Великой Отечественной войне 1941—1945 годов, был амнистирован.

Новый вариант флага.

В 1994—1995 годах резко эволюционируют религиозные взгляды И. Лазаренко, что вызывает недоумение большинства членов ФНРД. В этой связи Лазаренко распускает ФНРД и образует совершенно новую структуру — Партию «Национальный фронт» (ПНФ), а затем и новую религиозную организацию — Клан Нави («Священную Церковь Белой Расы»). Несмотря на это группу И. Лазоренко в СМИ и справочниках ещё долгое время продолжают называть «Фронтом Национал-революционного действия». Помимо этого, группа соратников (преимущественно православных), продолжала называть себя ФНРД.
Несколько меняется и символика: на последнем этапе своего существования ФНРД, а также новые организации используют красные флаги с чёрным новгородским крестом в белом круге по центру.
Несмотря на религиозные разногласия, речь о политическом расколе между этими группировками не шла: и те и другие участвуют в семинарах «Будущее России» в МГУ в 1995 году, в объединительном съезде русских радикальных организаций в 1998 году, в выборах в Государственную Думу РФ по спискам движения «За Веру и Отечество» в 1999 году и т. д.
В 1998 году, в преддверии съезда «Национального фронта», Илья Лазаренко официально передал право использования названия и символики ФНРД Михаилу Моисееву, члену СРМ-ФНРД с 1992 года. Возрождённый таким образом Фронт Национал-революционного действия принял участие в работе съезда в качестве коллективного члена, представляя собой православное крыло движения. Последней известной акцией, организованной ФНРД (совместно с ПНФ) стал вечер памяти барона фон Унгерна-Штернберга, в музее Маяковского 18 сентября 1999 года.